# Meglenorománok

Románok és vlachoknak nevezett népcsoportok lakta régiók

A keleti újlatin nyelveket beszélő déli népcsoportok
Arománok
Meglenorománok

Vlach Moglena

A meglenorománok a vlachnak nevezett népcsoportok egyike. Legközelebbi rokonaik a románok, az arománok és az isztrorománok, nyelvük pedig egyike a keleti újlatin nyelveknek, melyek közé a rokonaik nyelvei is tartoznak. A „meglenorománok” külső, kutatók által adott népnév, mely arra utal, hogy e népcsoport főleg a történelmi Moglena régióban él, és hogy a tágabb értelemben vett románok egyik ága. Magukat vlaș „vlachok”-nak nevezik (egyes számban vla vagy vlau̯), de ez sem eredetileg saját népnév, hanem a környező népek nevezik így az összes keleti újlatin nyelveket beszélőket, és a meglenorománokat is így nevezik.
Élnek még meglenorománok főleg a görögországi Közép-Makedónia régióban, ahol a történelmi Moglena legnagyobb része van, és kevesebben Romániában, Észak-Macedóniában és Törökországban. Számukat csak becsülni lehet, mivel sehol sincs semmilyen hivatalos státuszuk, és nem tartják őket számon külön. Mindenesetre a folyamatos asszimiláció következtében mára már nagyon kevesen vannak, összesen kb. 8800-an. A meglenoromán nyelv beszélőinek számáról csak Görögországra és Észak-Macedóniára vonatkozó becslés van, mely kb. 2800 személyről szól.

## A kutatások története
A meglenorománokat viszonylag kevesen kutatták és kutatják is. A rájuk vonatkozó kutatások kezdete a 19. század közepére tehető, amikor utazók tettek róluk említést. Egyikük Basil Nikolaides volt, aki 1859-ben megjelent könyvében említést tett 50 bolgár és vlach faluról. Később egy 1867-es úti beszámolójában Johann Georg von Hahn osztrák diplomata és filológus megállapította, hogy külön népcsoportról van szó, mivel nyelvüket nem látta azonosnak az arománokéval, akik szomszédságában éltek.
A továbbiakban főleg nyelvészek foglalkoztak a meglenorománokkal, Gustav Weigand  német kutatóval kezdve. Egy utazása nyomán, melyben Moglenát is meglátogatta, néprajzi leírást készített a régióról, elsőként írta le a meglenorománok nyelvét, amelyet „Meglen”-nek nevezett el, és ő közölt először szövegeket nyelvükön.
A 20. században többnyire román kutatók közöltek munkákat a témában. A legjelentősebb a nyelvükkel, de a történetükkel és a népi irodalmukkal is tüzetesen foglalkozó kutató Theodor Capidan  Romániában élt aromán származású nyelvész volt, aki trilógiában közölte kutatásainak eredményeit 1925, 1928 és 1935-ben (lásd a Források és További információk szakaszokat).

## A meglenorománok története
A meglenorománok története összefonódott azon népek történetével, akik mellett kisebbségként éltek, ennek minden hátrányával együtt.

### A középkorban
Az, hogy mikortól lehet a meglenorománokról mint külön népcsoportról beszélni, és hogy ez hogyan jött létre, mindmáig vitatott, mivel nincsenek róla források. Az valószínűnek tűnik, hogy nem az ókorban Moglenában élő romanizált trákok leszármazottai.
A 7. században avarok és szlávok mélyen behatoltak a Dunától délre, és a romanizált népesség a hegyekbe menekült. Emiatt egységes tömb jellege megszűnt, és a későbbi népcsoportokra kezdett oszlani. Ugyanakkor a hegyekben való élet visszatérítette az ősi trák-illír pásztorélethez. A meglenorománok eredetéről több hipotézis van. Weigand a Második Bolgár Birodalom megalapítóinak Moglenában letelepedett leszármazottait látta bennük, hiszen ez az állam hivatalosan Bolgár és Vlach Birodalomként volt ismeretes. Konstantin Josef Jireček  cseh történész, aki a szláv népek történetével foglalkozott, úgy vélte, hogy a meglenorománok besenyők és vlachok együttélésének leszármazottai, amit Weigand is utólag elfogadott. Azzal érvelve, hogy a meglenoromán hasonlóságokat mutat az ún. dákorománnal, Ovid Densusianu  román nyelvész szerint a meglenorománok a Dunától északra fekvő területekről az arománok közé került dákorománoktól származnak. Nicolae Iorga román történész feltevése az volt, hogy őseik dél-balkáni románok voltak, akiket II. Baszileiosz bizánci császár foglyul ejtett, és a Rodope-hegységbe telepített. Egyet értve azzal, hogy a meglenoromán jobban hasonlít a dákorománra, mint amennyire az aromán, de ezt elégtelennek tartva arra, hogy a meglenorománokat dákoromán eredetűeknek lehessen tekinteni, Capidannak az volt a véleménye, hogy a meglenorománok egyetlen tömböt alkottak az arománokkal a Balkán-hegységben, majd elváltak tőlük dél felé vándorolva, egy ideig a Rodope-hegységben éltek, és végül Moglenában telepedtek le. Ez a folyamat szerinte a 12. vagy a 13. században zajlott le.
A 14. században az Oszmán Birodalom hódította meg a balkáni Bizánc uralta területeket, de viszonylag toleráns volt a keresztényekkel, így a meglenorománok is megtarthattak egy bizonyos fokú autonómiát a 19. századig, azon az áron, hogy mégis hátrányos helyzetben voltak a muzulmánokhoz képest. A meglenorománok több, mint a fele ortodox maradt, de egy falu lakossága muzulmán lett, feltehetőleg a 17–18. században, folyamatos jelenségről lévén szó. Ez nem volt jelentéktelen dolog, mivel ebben a faluban élt a meglenorománok majdnem fele, és az első nagy törést okozta az addig egységes tömbjükben. Konfliktusok is voltak, olykor véresek is, meglenoromán falvak között, elsősorban gazdasági okokból, melyek vallási színezetet is kaptak.
Moglena sík területén is letelepedve, a meglenorománok részben felhagytak a pásztorkodással, a földművelésre térve át, miközben az arománok többnyire pásztorok maradtak. Termesztettek gabonaféléket, szőlőt, gyümölcsöket és zöldségeket, de méhészettel és selyemhernyók tenyésztésével is foglalkoztak. Többféle mesterségeket is űztek, falvaik többé-kevésbé szakosodtak különféle mesterségekre. Ezüst tárgyakat, fegyvereket, lószerszámokat, vasszerszámokat, fém- és agyagedényeket, ruhanemüt, szőnyegeket, szappant, fatárgyakat, meszet stb. készítettek, és kereskedtek is termékeikkel falvaiktól nem túl messzire eső vásárokon.

### A 19. század óta
A 19. században az Oszmán Birodalom egyre inkább gyengült, és a Balkánon egyre növekedtek a nemzeti mozgalmak. Meglenorománok is részt vettek törökellenes megmozdulásokban más keresztényekkel együtt. Például bolgárokkal, szerbekkel és görögökkel együtt 1903-ban az ún. Ilindeni-preobrazseniei felkelésben vettek részt, melynek leverése után közülük is bebörtönöztek több személyt. Mégis, engedve a követeléseiknek, és Németország, Olaszország, Ausztria–Magyarország, Oroszország és Románia nyomásának, 1905-ben a török kormányzat megadta a vlachoknak is (az arománokat és a meglenorománokat együtt véve) azokat a kulturális, vallási és politikai jogokat, amelyek megvoltak a birodalom többi nem török népeinek: nyelvük használatának jogát az iskolákban és a templomokban, valamint választási jogot a helyi közigazgatási tanácsokba. A román állam támogatta a vlachok törekvéseit, és ugyanakkor igyekezett felkelteni bennük a román néphez való tartozás tudatát, elősegítve a román nyelvű tanítást és istentiszteleteket. 1881 és 1912 között volt román nyelvű oktatás Moglenában, elemi iskolákban és a Thesszalonikiben működő kereskedelmi iskolában. Ezt ellenezte Görögország, ahol a hivatalos nézet szerint a vlachok a görögség részét képezik, és ezzel egyes vlachok is egyetértettek. A régióban a feszültség növekedett. Egyrészt a török hatalom üldözte azokat a meglenorománokat, akiket a bolgár nacionalistákkal szövetkezőknek hitt, másrészt görögök és velük szövetkező vlachok követtek el atrocitásokat a románpárti meglenorománok ellen.
Az kibontakozóban levő Ifjútörök mozgalom újabb reményeket keltett a meglenorománok körében, és többen részt is vettek az 1908-as forradalmukban, mert az Ifjútörökök megígérték az egyenjogúságot a birodalom minden lakójának etnikumtól és vallástól függetlenül. A következő rövid időszakban volt a történetükben legjobb helyzetük, mivel ekkor lettek igazán betartva az 1905-ben törvénybe iktatott intézkedések. A meglenorománok is részt vehettek a politikai életben képviselőkkel a helyi közigazgatásban, és ketten a parlament tagjai voltak (egy képviselő és egy szenátor), valamint hivatalnokaik is voltak központi intézményekben. Azonban az Ifjútörökök nem voltak konzekvensek a politikájukban, mert az autonómiai törekvésekben veszélyt láttak Törökország egységére. Ez újra felkeltette a nemzeti és etnikai kisebbségek törökellenes attitűdjét, és ezt csak szította Oroszország, amely egészen ki akarta űzni a törököket a Balkánról.
A meglenorománok számára nagyon nehéz idők következtek, amikor 1912-ben kitört az Első Balkán-háború. Moglena hadszíntér lett, és Bulgáriához került, majd 1913-ban, a Második Balkán-háború nyomán Görögországhoz. A vlachokkal szemben élénk beolvasztási politika vette kezdetét. Az első világháború újra hadszíntérré tette Moglenát, és több meglenoromán falu lakosságát evakuálták, egyeseket szerb területre, másokat bolgárra, megint másokat görögre.
A háború után történt rendezés alkalmával a vlachok független vagy legalább autonóm Macedóniát szerettek volna, Svájcéval hasonló berendezkedéssel, de ezt egyetlen ország sem akarta. Ráadásul a meglenorománok két államba kerültek, Görögországba és a jövőbeli Jugoszláviába, ami újabb törés volt a közösségükben. Ez utóbbiban fosztották meg őket először minden jogaiktól, sőt, még a török tulajdonosoktól egykor megvett hegyi legelőiket is elkobozták tőlük.
1919 és 1922 között újabb katonai konfliktus zajlott le Görögország és Törökország között. Következtében 1923-ban lakosságcserére került sor a két ország között. 1,5 millió görögöt telepítettek ki erőszakkal Törökországból, és 400 000 muzulmánt Görögországból. Közöttük volt 6000 meglenoromán is, akiket nem egy helységben telepítettek le, hanem szétszórva. Ezzel a meglenorománok egységes tömbje kisebb lett, Moglena etnikai képe pedig jóval megváltozott törökországi görögök idetelepítése nyomán. Ugyanakkor a beolvasztási politika fokozódott, de főleg gazdasági okokból a meglenorománok és arománok körében felmerült a Romániába való kivándorlás gondolata. A már előzőleg az üldöztetések miatt Romániában letelepedett meglenorománok egy része ezért szállt síkra, más része pedig ellenezte. A bevándorlás elkezdődött 1925-ben, és a legintenzívebb 1926-ban volt. A bevándorlókat Dobrudzsa a később Bulgáriához került déli részén telepítették le, mely a Balkán-háborúk nyomán került Romániához, és ahonnan a török lakosság folyamatosan vándorolt ki. A letelepítés viszont nehézkesen, nem elég szervezetten folyt. Nehezen jutottak a bevándorlók a megígért földtulajdonhoz. A bevándorlás mégis folytatódott, még 1938-ban is akartak menni meglenorománok Dobrudzsába, de nekik már nem sikerült, mivel a nemzetközi helyzet újra bonyolulttá vált. 1940-ben itt 3332 macedóniaiként feltüntetett személy élt, többségükben meglenorománok.
1940-ben Románia arra kényszerült, hogy Dobrudzsa déli részét átadja Bulgáriának. Ez az ottani román lakosság, köztük a meglenorománok Romániába való kötelező áttelepítését hozta maga után, a Dobrudzsa északi részén élő bolgárokkal cserében. A folyamat nem volt viszontagságoktól és szenvedésektől mentes. Előbb ideiglenesen helyezték el őket több déli faluba, végül a nagy többségük a tulcea-megyei Cernába került. A földtulajdonhoz juttatásuk nehézkesen ment és elhúzódott, majd 1941-ben a letelepítést Románia hadba lépése is megnehezítette. A földtulajdonhoz való juttatás még 1945-ben, az akkori agrárreform alkalmával sem valósult meg teljesen. Emiatt a cernai kb. 400 családból 1946-ban 57 áttelepült a bánsági Temes megyébe, onnan kivándorolt svábok helyére. Következett a kommunista rendszer, mely majdnem teljesen véget vetett annak, ami még megvolt a meglenorománok hagyományos életmódjából.
A Moglenában maradtak is átszenvedték a második világháború viszontagságait, mivel régiójuk harcok színhelye volt. Nem voltak politikailag egységesek. Három görög ellenállási mozgalom volt, egy kommunista vezetésű és két jobboldali, és mindháromnak voltak meglenoromán hívei. A háború után a görög jobboldali kormányerők megfélemlítési akciókat végeztek a kisebbségek ellen. 1946-ban polgárháború tört ki a kormány és a kommunisták között, mire Moglena újra hadszíntérré vált. Meglenorománok mindkét oldalon voltak, és a harcok nyomán a közösségük újabb szétszóródáson ment keresztül. A partizánoktól visszafoglalt falvakból a kormánycsapatok kiűztek több száz lakost, akik a közeli városokba kerültek, mások pedig Jugoszláviába menekültek. A polgárháború 1949-ig tartott, és utána a baloldali érzelmű meglenorománok kivándoroltak kis csoportokban több kommunista országba: Jugoszláviába, nemcsak a jövőbeli Észak-Macedóniába, hanem még a Vajdaságba is, Magyarországra, Romániába, Bulgáriába, Csehszlovákiába, Lengyelországba, a Szovjetunióba. Petar Atanasov , Észak-Macedóniában élő meglenoromán nyelvész, még Taskentbe kerültekről is ír.

## 21. századi helyzetük

### Számuk és földrajzi eloszlásuk
Az első adat a meglenorománok számáról Weigandtól származik, aki 1892-ben 14 000 személyre becsülte. A különböző későbbi becslések közül a legnagyobb szám 30 000, ami 1904-ből származó adat. A meglenorománok száma folyamatosan csökkent a 20. század első felében végbement történelmi események során, a Balkán-háborúktól kezdve a Görög polgárháborúig. Ezek megtörték a közösségüket, és előidézték szétszóródásukat lakosságcserék és több országba való kivándorlások által. A század második felében a társadalmak modernizációja felgyorsította szétszóródásukat sokuk városokba költözése, de még Nyugat-Európába való kivándorlása nyomán is. Ezek a jelenségek számos meglenoromán a többségi lakosságba való beolvadását okozták, beleértve vegyes házasságok útján, amit a többségi lakossággal közös vallás is elősegített.
Atanasov 2014-es becslése szerint Románián kívül 5500 meglenoromán élhet, akiknek körülbelül a fele beszéli még a nyelvüket. Romániában Virgil Coman román történész 1994-ben kb. 2500-at számolt össze. Thede Kahl német történész felkereste a törökországi meglenorománokat, és 2002-ben 805 meglenorománról számolt be.
Legtöbben a görögországi Közép-Makedónia közigazgatási régióban, ahol Moglena történelmi régió van, Kilkísz és Péla regionális egységekben élnek, L’úmniță (Σκρα – Szkra), Cúpă (Κούπα – Kúpa), Țărnaréca (Κάρπη – Kárpi), Oșíń (Αρχάγγελος – Arhángelosz), Birislắv (Περίκλεια – Períkleja) Lundzíń (Λαγκάδια – Lagkádia) és Nắnti vagy Nǫ́nti (Νότια – Nótia) helységekben. A görög határhoz közeli, észak-macedóniai régióban Umă (Хума – Huma) falu lakosságának többsége meglenoromán volt, de majdnem mindegyikük Gevgelija városba költözött.

### A meglenorománok asszimilációja
Az asszimiláció a meglenorománok körében a középkor óta folyamatos volt, de viszonylag lassú a 20. század elejéig. Viszonylag elszigetelt falvaikban éltek, és századokon át űzték a foglalkozásaikat. A keresztények ki voltak zárva a török állam hierarchiájának fontosabb pozícióiból, ami hozzájárult hagyományos életformájuk megtartásához. Másrészt a török uralom nem szervezett iskolarendszert a keresztények számára, és a török nyelv volt az egyetlen hivatalosan használt. A családokon belül és a falvakban viszont a lakosok csak meglenorománul beszéltek. Csupán azok a férfiak voltak két- vagy háromnyelvűek, akik a városokba jártak. Így maradhatott fenn a meglenorománok anyanyelve is.
A 20. század elejétől fogva a meglenorománok asszimilációja felgyorsult a történelmi események miatt, ami a közösség szétszóródását okozta, társadalmi jelenségek miatt általában, és különösen az államok beolvasztási politikája miatt. Ehhez hozzájárult a modernizáció és az iskolázás más nyelven, mint az anyanyelvük. Beolvadásukhoz az is hozzájárult, hogy sohasem volt nemzeti vagy nemzetiségi öntudatuk, csupán elitjük egyes tagjaiban volt meg a románsághoz tartozás tudata. A 21. században Görögországban görögöknek, Észak-Macedóniában egyesek macedónoknak, mások vlachoknak, mint az arománok, Romániában románoknak, és Törökországban törököknek vallják magukat. Az is igaz, hogy nincs hivatalos lehetőségük, hogy meglenorománoknak vallják magukat.
A meglenorománoknak írásbeliségük nem lévén, meglenoromán művelt irodalom sincs. Népi irodalmukból mégis sokat lejegyeztek nyelvészek. A Weigand által közzétett szövegek után megjelentek még Pericle Papahagi , Ion Aurel Candrea és Theodor Capidan népi irodalmi gyűjteményei. Legutóbb, az 1990-es években, Dionisie Papatsafa és Dumitru Ciotti jelentettek meg szövegeket.
Csak egyetlen más jellegű írás létezik meglenoromán nyelven, egy selyemhernyók tenyésztéséről szóló könyvecske, román írással és román jövevényszavakkal.
A meglenoromán nyelv kihalófélben van, amint azt jelenléte tükrözi A világ veszélyeztetett nyelveinek UNESCO atlasza című kiadványban.
Nagyon kevés kulturális vagy egyéb szerveződési forma van a meglenorománok körében, amint az megvan az arománok, de még az isztrorománok esetében is. Cerna faluban például (Tulcea megye), az egyetlen olyan romániai helységben, ahol meglenoromán eredetű a lakosok többsége, egy „Altona” nevű hagyományőrző együttes és egy „Altona” egyesület létezik, amelyekben a helybéli „Panait Cerna” általános iskola tanulói vesznek részt. Ez a három entitás és a helyi családok foglalkoznak a meglenoromán kulturális hagyaték megőrzésével. Mirela Kozlovsky román zenekutató  gyűjtött a faluban balladákat, más dalokat és hangszeres zenét, megjegyezve, hogy a lakosoknak, bár románoknak érzik magukat, mégis megvan a hagyományaik sajátosságának tudata, mely erősen össze is tartja őket. Csak a legöregebbek, akik közül néhány Moglenában született, tudnak még valamennyire meglenorománul, mégis sikerül átadniuk a nagyon fiataloknak is, akik nem ismerik a nyelvet azt, ami a hagyományból megmaradt, és ezt fesztiválokon, ünnepélyeken, színpadon művelik.

## Egyéb külső hivatkozás
- Der letzte Pelikan (meglenorománokról szóló dokumentumfilm bemutatója) (Hozzáférés: 2017. május 21.)